# Bóboli
Bóboli és una empresa catalana especialitzada en moda infantil present a més de 50 països i ubicada a Llinars del Vallès. L'empresa fou fundada el 1984 per Francisco Algás i actualment és dirigida per les filles d'aquest, les germanes Mónica i Arancha Algás i té uns 200 treballadors. El 2014 van facturar 29 milions d'euros. Està especialitzada en la fabricació, producció i comercialització de moda infantil de 0 a 16 anys. Fabrica dues col·leccions anuals d'unes 700 peces cada una.

## Història
El 1981 Francisco Algás va fundar Star Textil, especialitzada en fabricació de tèxtil per a altres marques.Tres anys més tard la seva dona, Teresa Ochoa, va fundar Bóboli, amb l'objectiu de fer roba de punt per a nens. Progressivament van anar reduint la fabricació per a altres marques i incrementant la fabricació pròpia, fins al punt que el 2014 Bóboli controlava el 100% de la cadena de valor empresarial (disseny, fabricació i distribució del producte).
Durant el 2013 es va construir una nova seu de l'empresa al polígon Llinars Park de Llinars del Vallès (a tocar de l'AP-7), un nou magatzem logístic de 10.000 metres quadrats que va tenir un cost de 3,5 milions d'euros. L'Abril del 2015 la cadena comptava amb 54 botigues físiques, la meitat de les quals mitjançant un contracte de franquícia. També distribueix els seus productes a botigues multimarca i a grans magatzems, arribant als 1.500 punts de venda. El 2014 van facturar 29 milions d'euros, un 20% més que l'any anterior.